# Välens naturreservat
Välen är ett våtmarksområde och naturreservat i Göteborgs kommun i Västergötland, beläget vid viken Välen, vid Askimsvikens innersta nordliga del. Tillrinningen av vatten till Välen sker via Stora ån som avvattnar hela Fässbergsdalen.

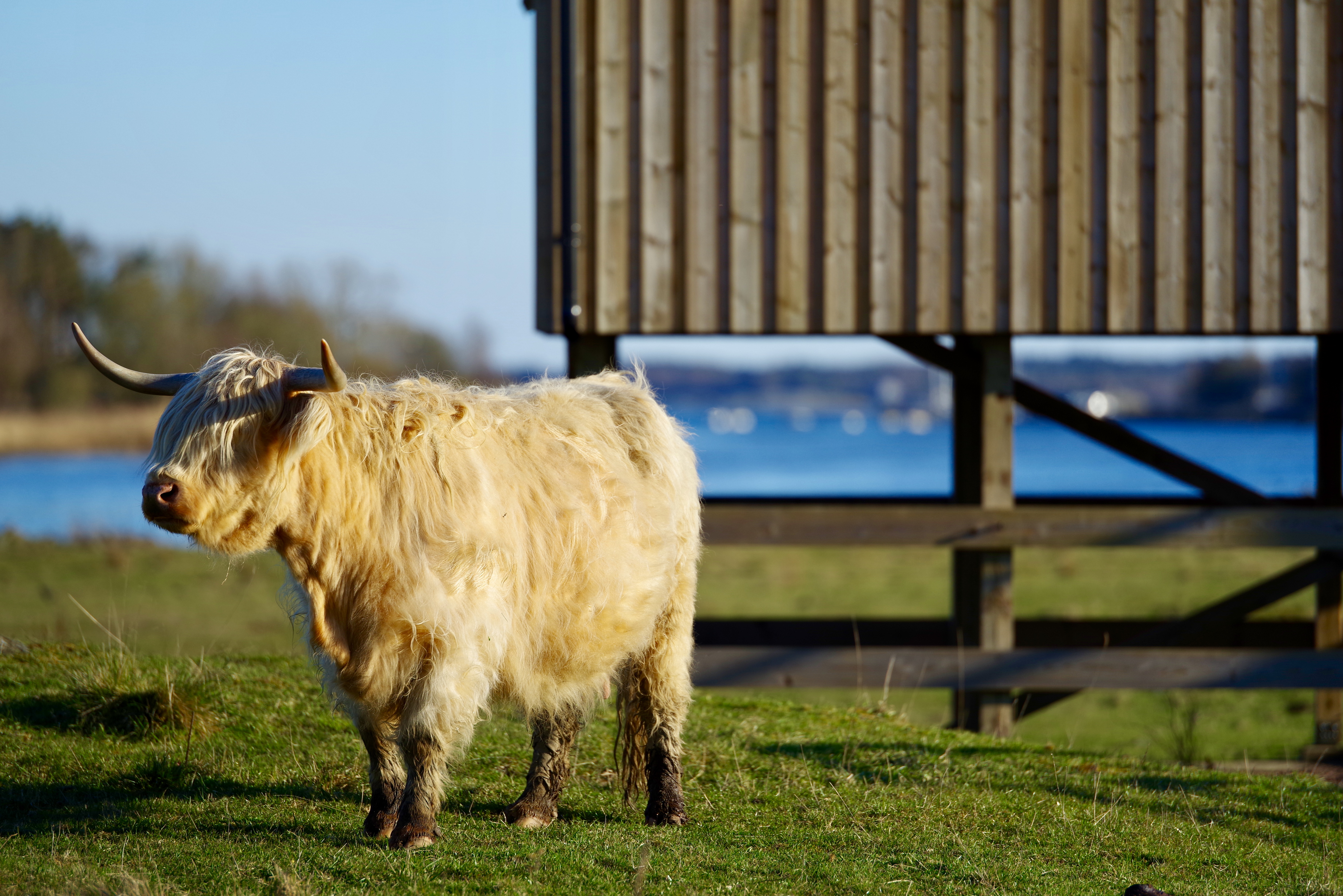
Strandängarna betas av boskap av rasen Highland Cattle. I bakgrunden ses basen av fågelskådarplattformen.

I området finns ett våtmarksmuseum, fågelskådarplattform, naturstig och tidsstig. Naturreservatet bildades 27 september 2014 och är cirka 68 hektar stort. Naturvårdsförvaltare är Göteborgs kommun.
Inom reservatet ligger två fornlämningar, ett röse och  en stensättning från bronsåldern.
Sedan 1992 har Västra Frölunda Naturvårdsförening låtit boskap av rasen Highland Cattle beta strandsängarna.
Idag finns höga halter av PCB och andra miljögifter i Stora ån och Välenviken. Mellan 1950- och 1970-talet släppte reningsverket vid Reningsborg ut sitt renade vatten i området, och det kan även ha deponerat avloppsslam i området. En hypotes är att miljögifterna härstammar från denna period, men det är oklart.